# Ronde van Italië voor vrouwen 2001
De Ronde van Italië voor vrouwen 2001 (Italiaans: Giro Donne 2001) werd verreden van zondag 1 juli tot en met zondag 15 juli in Italië. Het was de twaalfde editie van de rittenkoers, die van de UCI de classificatie categorie 2.9.1 had meegekregen. De ronde telde vijftien etappes, inclusief een proloog en een rustdag op maandag 9 juli. De proloog (Anteprimo Rosa) tot en met de derde etappe werden verreden op het eiland Sicilië. De ronde eindigde in Valdobbiadene in de noordoostelijke regio Veneto. Titelverdedigster was de Spaanse Joane Somarriba.
In de nacht van 11 op 12 juli deed de Italiaanse politie invallen in de hotels van de rensters, net als eerder dat jaar in de Ronde van Italië voor heren. Op 13 juli, vooraf aan de 11e etappe werd Rosalisa Lapomarda uit koers gehaald vanwege een te hoge bloedwaarde. Zij stond op dat moment 3e (en beste Italiaanse) in het klassement en was de dagen ervoor enkele keren dichtbij ritwinst.
De ronde werd gewonnen door de Wit-Russische regerend wereldkampioene Zinaida Stahoerskaja, maar zij werd later uit de uitslag geschrapt nadat ze positief testte op doping (diureticum). De eindoverwinning werd hierdoor toegekend aan de Zwitserse Nicole Brändli, net als de ritwinst in de 9e etappe en de puntentrui.
Er stonden zes Belgische (allen namens Vlaanderen T. Interim) en tien Nederlandse rensters aan de start, vijf hiervan kwamen uit voor de Nederlandse ploeg Farm Frites-Hartol. Een van hen was Leontien van Moorsel; zij won de proloog en droeg de roze leiderstrui tijdens de eerste etappe. Mirjam Melchers was de beste Nederlandse in de einduitslag op de aanvankelijk 8e plek en na correctie op de 7e plek. Eén plek lager stond Cindy Pieters als beste Belgische, beide op ruim 10 resp. 11 minuten.

## Ploegen
Aan deze editie namen zestien merkenteams deel plus de nationale selectie van Australië.
| Merkenteams                      | Merkenteams             | Nationale selectie |
| -------------------------------- | ----------------------- | ------------------ |
| Team Alfa Lum                    | Ciegi Pro Cycling Team  | Australië          |
| Acca Due O - H.P. Lorena Camicie | Nürnberger Versicherung |                    |
| Edilsavino                       | Chirio-Forno d'Asolo    |                    |
| Gas Sport Team                   | Team Aliverti           |                    |
| S.C. Michela Fanini Rox          | U.C. Monne              |                    |
| Farm Frites-Hartol               | Carpe Diem - Itera      |                    |
| Team Sponsor Service Norway      | Rosa Dei Venti          |                    |
| Vlaanderen T. Interim            | Figurella Dream Team    |                    |

## Etappe-overzicht
| etappe    | datum   | start                | finish               | afstand  | winnaar                                 | klassementsleider    |
| --------- | ------- | -------------------- | -------------------- | -------- | --------------------------------------- | -------------------- |
| P         | 1 juli  | Capo d'Orlando       | Capo d'Orlando       | 5,3 km   | Leontien van Moorsel                    | Leontien van Moorsel |
| 1e        | 2 juli  | Milazzo              | Milazzo              | 120 km   | Greta Zocca                             | Greta Zocca          |
| 2e (A)    | 3 juli  | Capo d'Orlando       | Adrano               | 107 km   | Zinaida Stahoerskaja Rosalisa Lapomarda | Zinaida Stahoerskaja |
| 2e (B)    | 3 juli  | Catania              | Catania              | 55,2 km  | Rochelle Gilmore                        | Zinaida Stahoerskaja |
| 3e        | 4 juli  | Biancavilla          | Messina              | 126 km   | Greta Zocca                             | Zinaida Stahoerskaja |
| 4e        | 5 juli  | Mileto               | Catanzaro            | 119 km   | Zinaida Stahoerskaja Diana Žiliūtė      | Zinaida Stahoerskaja |
| 5e        | 6 juli  | Taranto              | Lecce                | 103 km   | Greta Zocca                             | Zinaida Stahoerskaja |
| 6e        | 7 juli  | Lecce                | Selva di Fasano      | 117 km   | Daniela Veronesi                        | Zinaida Stahoerskaja |
| 7e        | 8 juli  | San Giovanni Rotondo | San Giovanni Rotondo | 135 km   | Simona Parente                          | Zinaida Stahoerskaja |
| 8e        | 10 juli | Nonantola            | Nonantola            | 102 km   | Greta Zocca                             | Zinaida Stahoerskaja |
| 9e        | 11 juli | Ora                  | Vetriolo Terme       | 100,5 km | Zinaida Stahoerskaja Nicole Brändli     | Zinaida Stahoerskaja |
| 10e       | 12 juli | Trento               | Belluno-Nevegal      | 131 km   | Nicole Brändli                          | Zinaida Stahoerskaja |
| 11e       | 13 juli | Paularo              | Paularo              | 89,5 km  | Nicole Brändli                          | Zinaida Stahoerskaja |
| 12e       | 14 juli | Vittorio Veneto      | Vittorio Veneto      | 103 km   | Elena Tchalykh                          | Zinaida Stahoerskaja |
| 13e (ITT) | 15 juli | Cornuda              | Valdobbiadene        | 34,5 km  | Diana Žiliūtė                           | Zinaida Stahoerskaja |

## Etappe-uitslagen

### Proloog
| Capo d'Orlando – Capo d'Orlando (5,3 km) |                      |                    |         |
| Plaats                                   | Naam                 | Ploeg              | Tijd    |
| Winnaar                                  | Leontien van Moorsel | Farm Frites-Hartol | 6'46"66 |
| 2                                        | Mari Holden          | Team Alfa Lum      | + 08"   |
| 3                                        | Olga Zabelinskaja    | Carpe Diem - Itera | + 20"   |

### 1e etappe
| Milazzo – Milazzo (120 km) |                      |                         |          |
| Plaats                     | Naam                 | Ploeg                   | Tijd     |
| Winnaar                    | Greta Zocca          | Gas Sport Team          | 2u56'45" |
| 2                          | Leontien van Moorsel | Farm Frites-Hartol      | z.t.     |
| 3                          | Regina Schleicher    | S.C. Michela Fanini Rox | z.t.     |

### 2e etappe (A)
| Capo d'Orlando – Adrano (107 km) |                                         |                                  |                   |
| Plaats                           | Naam                                    | Ploeg                            | Tijd              |
| Winnaar                          | Zinaida Stahoerskaja Rosalisa Lapomarda | Gas Sport Team Rosa Dei Venti    | 3u06'57" 3u07'07" |
| 2                                | Nicole Brändli                          | Edilsavino                       | z.t.              |
| 3                                | Diana Žiliūtė                           | Acca Due O - H.P. Lorena Camicie | z.t.              |

### 2e etappe (B)
| Catania – Catania (55,2 km) |                   |                    |          |
| Plaats                      | Naam              | Ploeg              | Tijd     |
| Winnaar                     | Rochelle Gilmore  | Australië          | 1u15'38" |
| 2                           | Olga Sljoesarjova | Carpe Diem - Itera | z.t.     |
| 3                           | Greta Zocca       | Gas Sport Team     | z.t.     |

### 3e etappe
| Biancavilla – Messina (126 km) |                      |                                  |          |
| Plaats                         | Naam                 | Ploeg                            | Tijd     |
| Winnaar                        | Greta Zocca          | Gas Sport Team                   | 3u31'48" |
| 2                              | Leontien van Moorsel | Farm Frites-Hartol               | z.t.     |
| 3                              | Mirjam Melchers      | Acca Due O - H.P. Lorena Camicie | z.t.     |

### 4e etappe
| Mileto – Catanzaro (119 km) |                                    |                                                 |          |
| Plaats                      | Naam                               | Ploeg                                           | Tijd     |
| Winnaar                     | Zinaida Stahoerskaja Diana Žiliūtė | Gas Sport Team Acca Due O - H.P. Lorena Camicie | 3u13'48" |
| 2                           | Fabiana Luperini                   | Edilsavino                                      | z.t.     |
| 3                           | Nicole Brändli                     | Edilsavino                                      | + 01"    |

### 5e etappe
| Taranto – Lecce (103 km) |                   |                    |          |
| Plaats                   | Naam              | Ploeg              | Tijd     |
| Winnaar                  | Greta Zocca       | Gas Sport Team     | 2u22'43" |
| 2                        | Olga Sljoesarjova | Carpe Diem - Itera | z.t.     |
| 3                        | Rochelle Gilmore  | Australië          | z.t.     |

### 6e etappe
| Lecce – Selva di Fasano (117 km) |                  |                                  |          |
| Plaats                           | Naam             | Ploeg                            | Tijd     |
| Winnaar                          | Daniela Veronesi | Team Alfa Lum                    | 3u11'38" |
| 2                                | Roberta Bonanomi | Gas Sport Team                   | + 55"    |
| 3                                | Zita Urbonaite   | Acca Due O - H.P. Lorena Camicie | + 57"    |

### 7e etappe
| San Giovanni Rotondo – San Giovanni Rotondo (135 km) |                   |                                  |          |
| Plaats                                               | Naam              | Ploeg                            | Tijd     |
| Winnaar                                              | Simona Parente    | Edilsavino                       | 3u51'57" |
| 2                                                    | Olga Zabelinskaja | Carpe Diem - Itera               | + 04"    |
| 3                                                    | Diana Žiliūtė     | Acca Due O - H.P. Lorena Camicie | + 2'17"  |

### 8e etappe
| Nonantola – Nonantola (102 km) |                  |                                  |          |
| Plaats                         | Naam             | Ploeg                            | Tijd     |
| Winnaar                        | Greta Zocca      | Gas Sport Team                   | 2u34'09" |
| 2                              | Katia Longhin    | Acca Due O - H.P. Lorena Camicie | z.t.     |
| 3                              | Rochelle Gilmore | Australië                        | z.t.     |

### 9e etappe
| Ora – Vetriolo Terme (100,5 km) |                                     |                           |                   |
| Plaats                          | Naam                                | Ploeg                     | Tijd              |
| Winnaar                         | Zinaida Stahoerskaja Nicole Brändli | Gas Sport Team Edilsavino | 3u04'37" 3u04'40" |
| 2                               | Rosalisa Lapomarda                  | Rosa Dei Venti            | z.t.              |
| 3                               | Alessandra Cappellotto              | Gas Sport Team            | + 51"             |

### 10e etappe
| Trento – Belluno-Nevegal (131 km) |                                    |                           |              |
| Plaats                            | Naam                               | Ploeg                     | Tijd         |
| Winnaar                           | Nicole Brändli                     | Edilsavino                | 3u52'41"     |
| 2                                 | Rosalisa Lapomarda                 | Rosa Dei Venti            | z.t.         |
| 3                                 | Zinaida Stahoerskaja Diana Žiliūtė | Gas Sport Team Edilsavino | z.t. + 1'12" |

### 11e etappe
| Paularo – Paularo (89,5 km) |                                       |                           |          |
| Plaats                      | Naam                                  | Ploeg                     | Tijd     |
| Winnaar                     | Nicole Brändli                        | Edilsavino                | 2u32'35" |
| 2                           | Joane Somarriba                       | Team Alfa Lum             | + 38"    |
| 3                           | Zinaida Stahoerskaja Fabiana Luperini | Gas Sport Team Edilsavino | z.t.     |

### 12e etappe
| Vittorio Veneto – Vittorio Veneto (103 km) |                  |                             |          |
| Plaats                                     | Naam             | Ploeg                       | Tijd     |
| Winnaar                                    | Elena Tchalykh   | Carpe Diem - Itera          | 2u45'19" |
| 2                                          | Jorunn Kvalø     | Team Sponsor Service Norway | z.t.     |
| 3                                          | Roberta Bonanomi | Gas Sport Team              | z.t.     |

### 13e etappe (ITT)
| Cornuda – Valdobbiadene (34,5 km) |                 |                                  |        |
| Plaats                            | Naam            | Ploeg                            | Tijd   |
| Winnaar                           | Diana Žiliūtė   | Acca Due O - H.P. Lorena Camicie | 47'27" |
| 2                                 | Joane Somarriba | Team Alfa Lum                    | + 24"  |
| 3                                 | Mirjam Melchers | Acca Due O - H.P. Lorena Camicie | + 51"  |

## Eindklassementen
| \| Plaats \| Naam \| Ploeg \| Tijd \| \| ------ \| ----------------------------------- \| -------------------------------- \| ------------------- \| \| \| Zinaida Stahoerskaja Nicole Brändli \| Gas Sport Team Edilsavino \| 39u15'05" 39u15'37" \| \| 2 \| Diana Žiliūtė \| Acca Due O - H.P. Lorena Camicie \| +03' 57" \| \| 3 \| Edita Pučinskaitė \| Team Alfa Lum \| +05' 45" \| \| 4 \| Joane Somarriba \| Team Alfa Lum \| +05' 46" \| \| 5 \| Fabiana Luperini \| Edilsavino \| +06' 16" \| \| 6 \| Alessandra Cappellotto \| Gas Sport Team \| z.t. \| \| 7 \| Mirjam Melchers \| Acca Due O - H.P. Lorena Camicie \| +10' 30" \| \| 8 \| Cindy Pieters \| Vlaanderen T. Interim \| +11' 16" \| \| 9 \| Olga Zabelinskaja \| Carpe Diem - Itera \| +13' 05" \| \| 10 \| Susanne Ljungskog \| Vlaanderen T. Interim \| +13' 17" \| |                                     |                                  |                     |
| Plaats | Naam                                | Ploeg                            | Tijd                |
| Roze trui | Zinaida Stahoerskaja Nicole Brändli | Gas Sport Team Edilsavino        | 39u15'05" 39u15'37" |
| 2 | Diana Žiliūtė                       | Acca Due O - H.P. Lorena Camicie | +03' 57"            |
| 3 | Edita Pučinskaitė                   | Team Alfa Lum                    | +05' 45"            |
| 4 | Joane Somarriba                     | Team Alfa Lum                    | +05' 46"            |
| 5 | Fabiana Luperini                    | Edilsavino                       | +06' 16"            |
| 6 | Alessandra Cappellotto              | Gas Sport Team                   | z.t.                |
| 7 | Mirjam Melchers                     | Acca Due O - H.P. Lorena Camicie | +10' 30"            |
| 8 | Cindy Pieters                       | Vlaanderen T. Interim            | +11' 16"            |
| 9 | Olga Zabelinskaja                   | Carpe Diem - Itera               | +13' 05"            |
| 10 | Susanne Ljungskog                   | Vlaanderen T. Interim            | +13' 17"            |